# Rally Villa de Adeje de 2022
El Rally Villa de Adeje de 2022 fue la 31º edición, la octava cita de la temporada 2022 del Súper Campeonato de España de Rally y la séptima del campeonato de Canarias. Se celebró del 24 de noviemnbre al 26 de noviembre y contó con un itinerario de catorce tramos que sumaban un total de 126,8 km cronometrados.
Efrén Llarena fue el ganador de esta edición, mientras que Pepe López que terminó en la tercera posición de la general, segundo en la categoría del S-CER, se proclamó campeón de España por tercera vez. Enrique Cruz que fue segundo y peleó por la victoria logró además proclamarse campeón de Canarias.

## Itinerario
| Día   | Tramo | Nombre                   | Distancia | Hora  | Ganador                        | Tiempo  | Líder         |
| ----- | ----- | ------------------------ | --------- | ----- | ------------------------------ | ------- | ------------- |
| Día 1 | TC1   | Guía de Isora 1          | 8.42 km   | 17:05 | Efrén Llarena                  | 5:11.5  | Efrén Llarena |
| Día 1 | TC2   | Tamaimo 1                | 6.99 km   | 17:35 | Enrique Cruz                   | 4:07.3  | Enrique Cruz  |
| Día 1 | TC3   | Santiago del Teide 1     | 8.14 km   | 18:00 | Enrique Cruz                   | 4:35.8  | Enrique Cruz  |
| Día 1 | TC4   | Karting C. Recalvi 1     | 3.83 km   | 19:00 | Efrén Llarena Alejandro Cachón | 2:34.2  | Efrén Llarena |
| Día 1 | TC5   | Guía de Isora 2          | 8.42 km   | 21:10 | Enrique Cruz                   | 5:11.2  | Efrén Llarena |
| Día 1 | TC6   | Tamaimo 2                | 6.99 km   | 21:40 | Alejandro Cachón               | 4:08.4  | Efrén Llarena |
| Día 1 | TC7   | Santiago del Teide 2     | 8.14 km   | 22:05 | Enrique Cruz                   | 4:37.0  | Efrén Llarena |
| Día 2 | TC8   | Granadilla 1             | 6.30 km   | 09:30 | Efrén Llarena                  | 3:29.4  | Efrén Llarena |
| Día 2 | TC9   | San Miguel-Vilaflor 1    | 20.45 km  | 09:55 | Efrén Llarena                  | 12:39.9 | Efrén Llarena |
| Día 2 | TC10  | Karting C. Recalvi 2     | 3.83 km   | 10:55 | Efrén Llarena                  | 2:28.9  | Efrén Llarena |
| Día 2 | TC11  | Adeje BP 1 (Power Stage) | 9.27 km   | 11:45 | Enrique Cruz                   | 6:27.7  | Efrén Llarena |
| Día 2 | TC12  | Granadilla 2             | 6.30 km   | 14:10 | Efrén Llarena                  | 3:28.6  | Efrén Llarena |
| Día 2 | TC13  | San Miguel-Vilaflor 2    | 20.45 km  | 14:35 | Efrén Llarena                  | 12:34.0 | Efrén Llarena |
| Día 2 | TC14  | Adeje BP 2               | 9.27 km   | 16:30 | Pepe López                     | 6:27.4  | Efrén Llarena |

## Clasificación final
| Pos.    | Piloto              | Copiloto           | Automóvil                 | Tiempo    | Diferencia |
| General | General             | General            | General                   | General   | General    |
| ------- | ------------------- | ------------------ | ------------------------- | --------- | ---------- |
| 1.      | Efrén Llarena       | Sara Fernández     | Škoda Fabia Rally2 evo    | 1:18:10.6 | 0.0        |
| 2.      | Enrique Cruz        | Yeray Mújica       | Ford Fiesta Rally2        | 1:18:26.4 | +0:15.8    |
| 3.      | Pepe López          | Borja Rozada       | Hyundai i20 N Rally2      | 1:18:57.6 | +0:47.0    |
| 4.      | Alejandro Cachón    | Jardín             | Citroën C3 Rally2         | 1:19:08.7 | +0:58.1    |
| 5.      | Surhayen Pernía     | Alba Sánchez       | Hyundai i20 N Rally2      | 1:20:00.9 | +1:50.3    |
| 6.      | Miguel Ángel Suárez | Eduardo González   | Citroën C3 Rally2         | 1:21:16.2 | +3:05.6    |
| 7.      | Pablo Díez          | Axel Coronado      | Škoda Fabia R5            | 1:22:25.3 | +4:14.7    |
| 8.      | Francisco A. López  | Borja Odriozola    | Hyundai i20 N Rally2      | 1:24:32.4 | +6:21.8    |
| 9.      | Sergio Fuentes      | Néstor Gómez       | Citroën C3 Rally2         | 1:27:34.9 | +9:24.3    |
| 10.     | Rául Carro          | Miguel Reverón     | Porsche 997 GT3 Cup 3.8   | 1:27:40.2 | +9:29.6    |
| S-CER   |                     |                    |                           |           |            |
| 1.      | Efrén Llarena       | Sara Fernández     | Škoda Fabia Rally2 evo    | 1:18:10.6 | 0.0        |
| 2.      | Pepe López          | Borja Rozada       | Hyundai i20 N Rally2      | 1:18:57.6 | +0:47.0    |
| 3.      | Alejandro Cachón    | Jardín             | Citroën C3 Rally2         | 1:19:08.7 | +0:58.1    |
| 4.      | Surhayen Pernía     | Alba Sánchez       | Hyundai i20 N Rally2      | 1:20:00.9 | +1:50.3    |
| 5.      | Francisco A. López  | Borja Odriozola    | Hyundai i20 N Rally2      | 1:24:32.4 | +6:21.8    |
| 6.      | Armiche Mendoza     | Tecorice Hernández | Nissan Micra K14 0.9 IG-T | 1:38:52.0 | +20:41.4   |